# Hwang Hyun-jin
Hwang Hyun-jin (황현진), né le 20 mars 2000 à Séoul et connu sous le nom de scène Hyunjin, est un rappeur, chanteur, danseur, auteur-compositeur et mannequin sud-coréen. Il est membre du groupe sud-coréen Stray Kids formé par JYP Entertainment en 2018. 
Hyunjin a contribué au groupe en tant qu'interprète et parolier. La Korea Music Copyright Association (KOMCA), le crédite en tant qu'auteur-compositeur de 29 chansons . 

## Biographie
Hwang Hyun-jin naît le 20 mars 2000 dans le quartier de Seongnae-Dong, à Séoul en Corée du Sud. Il vit une partie de son enfance à Las Vegas, où il débute sa scolarité sous le nom de « Sam ». Il étudie ensuite la danse au sein de la School Of Performing Arts à Séoul, puis devient stagiaire chez le label JYP, avec lequel il s'entraîne pendant 2 ans tout en continuant ses études jusqu’à être diplômé en février 2019. Il fait ses débuts avec le groupe Stray Kids le 25 mars 2018.
Le 26 août 2018, Hwang Hyun-jin fait ses débuts dans le sous-groupe de danse Danceracha avec les membres de Stray Kids, Lee Know et Felix.
Le 20 juillet 2023, la maison de couture Versace annonce avoir choisi Hwang Hyun-jin pour devenir son ambassadeur mondial. C'est la première fois qu'une star coréenne devient ambassadrice de cette marque.
Le 31 août 2023, il sort un remix de la chanson Rush du chanteur australien Troye Sivan, en collaboration avec la britannique PinkPantheress.
En septembre 2024, Hyunjin a été annoncé comme ambassadeur pour Cartier.
En février 2025, il a été annoncé comme ambassadeur pour Givenchy Beauty.

## Discographie

### Collaborations (et chansons solo)
- 2020 : Wow : chanson avec Lee Minho et Lee Felix
- 2021 : Red Lights : chanson avec Bangchan
- 2022 : Muddy Water : chanson avec Changbin, Han et Lee Felix
- 2022 : TASTE : chanson avec Lee Minho et Lee Felix
- 2022 : Love Untold
- 2022 : Miss You
- 2022 : Ice.cream
- 2023 : Contradicting
- 2023 : Untitled : I.N feat Hyunjin
- 2023 : Rush (Remix) : collaboration avec Troye Sivan et PinkPantheress

- 2023 : Mic and Brush
- 2024 : Long for you
- 2024 : Hey you
- 2024 : 낙서장 (Quill Pen)
- 2024 : So Good
- 2025 : ESCAPE : chanson avec Bangchan
- 2025 : Always love: chanson avec d4vd